# Псакудија
Псакудија (грч. Ψακούδια) је приморско насељено место у општини Полигирос у периферији Средишња Македонија, Грчка. Према попису из 2021. године било је 333 становника.
Насеље је подигнуто шездесетих година 20. века и први пут се помиње на попису из 1971. године са 12 становником.